# 822-й отдельный разведывательный артиллерийский дивизион
822-й отдельный армейский разведывательный артиллерийский дивизион Резерва Главного Командования — воинское формирование Вооружённых Сил СССР, принимавшее участие в Великой Отечественной войне.
Сокращённое наименование — 822-й оарадн РГК.

## История
Сформирован 9 апреля 1942 года в составе 61-й армии Западного фронта.
В действующей армии с 9.04.1942 по 15.08.1943 и с 7.09.43 по 24.05.44 .
В ходе Великой Отечественной войны вёл артиллерийскую разведку в интересах артиллерии соединений  61-й армии Западного, Брянского, Центрального, Белорусского   и 2-го Белорусского  фронтов.
24 мая 1944 года в соответствии с приказом НКО СССР от 16 мая 1944 года №0019 «Об усилении армий артиллерийскими средствами контрбатарейной борьбы», директивы заместителя начальника Генерального штаба РККА от 22 мая 1944 г. №ОРГ-2/476 827-й оарадн обращён на формирование 38-й гв.  пабр 61-й армии 1-го Белорусского фронта.

## Состав
до июля 1943 года
- Штаб
- Хозяйственная часть
- батарея звуковой разведки (БЗР)
- батарея топогеодезической разведки (БТР)
- взвод оптической разведки (ВЗОР)
- фотограмметрический взвод (ФГВ)
- артиллерийский метеорологический взвод (АМВ) (в июле 1943 года передан в штабную батарею УКАРТ 61 армии)
- хозяйственный взвод

с июля 1943 года
- Штаб
- Хозяйственная часть
- 1-я батарея звуковой разведки (1-я БЗР)
- 2-я батарея звуковой разведки (2-я БЗР)
- батарея топогеодезической разведки (БТР)
- взвод оптической разведки (ВЗОР)
- фотограмметрический взвод (ФГВ)
- хозяйственный взвод

## Подчинение
| Дата                | Фронт                 | Армия      | Корпус | Дивизия | Бригада | Примечания |
| ------------------- | --------------------- | ---------- | ------ | ------- | ------- | ---------- |
| 9.04.42 -15.02.43г. | Западный фронт        | 61-я армия | -      | -       | -       | -          |
| 15.02.43 -15.08.43г | Брянский фронт        | 61-я армия | -      | -       | -       | -          |
| 15.08.43 -7.09.43г  | Резерв Ставки         | 61-я армия | -      | -       | -       | -          |
| 7.09.43 -1.10.43г   | Центральный фронт     | 61-я армия | -      | -       | -       | -          |
| 1.10.43 -24.02.44г  | Белорусский фронт     | 61-я армия | -      | -       | -       | -          |
| 24.02.44 -5.04.44г  | 2-й Белорусский фронт | 61-я армия | -      | -       | -       | -          |
| 16.04.44 -24.05.44г | 1-й Белорусский фронт | 61-я армия | -      | -       | -       | -          |

## Командование дивизиона
Командир дивизиона
- майор, подполковник  Сергиевский Борис Александрович

Заместитель командира дивизиона
- капитан Юрченко Иван Сергеевич

Начальник штаба дивизиона
- капитан Юрченко Иван Сергеевич
- капитан Капинос Василий Максимович

Заместитель командира дивизиона по политической части
- капитан Коновалов Сергей Елисеевич

Помощник начальника штаба дивизиона
- ст. лейтенант Яковлев Юрий Васильевич

Помощник командира дивизиона по снабжению
- ст. лейтенант Малахов Владимир Михайлович

## Командиры подразделений дивизиона
Командир БЗР(до июля 1943 года)
Командир 1-й БЗР
- ст. лейтенант, капитан Михайлов Анатолий Алексеевич

Командир 2-й БЗР
- ст. лейтенант, капитан Высоцкий Иван Степанович

Командир БТР
- ст. лейтенант Юрченко Иван Сергеевич
- ст. лейтенант Капинос Василий Максимович
- капитан Кекух Иван Данилович

Командир ВЗОР
- лейтенант Яковлев Юрий Васильевич
- ст. лейтенант Елисеев Николай Петрович
- ст. лейтенант Довнар Евгений Константинович

Командир ФГВ
- ст. лейтенант Макаров Иван Иванович

Командир АМВ(до июля 1943 года)
- ст. лейтенант Завтраков Александр Иванович